# Haus Zemannstraße 29 (Freistadt)

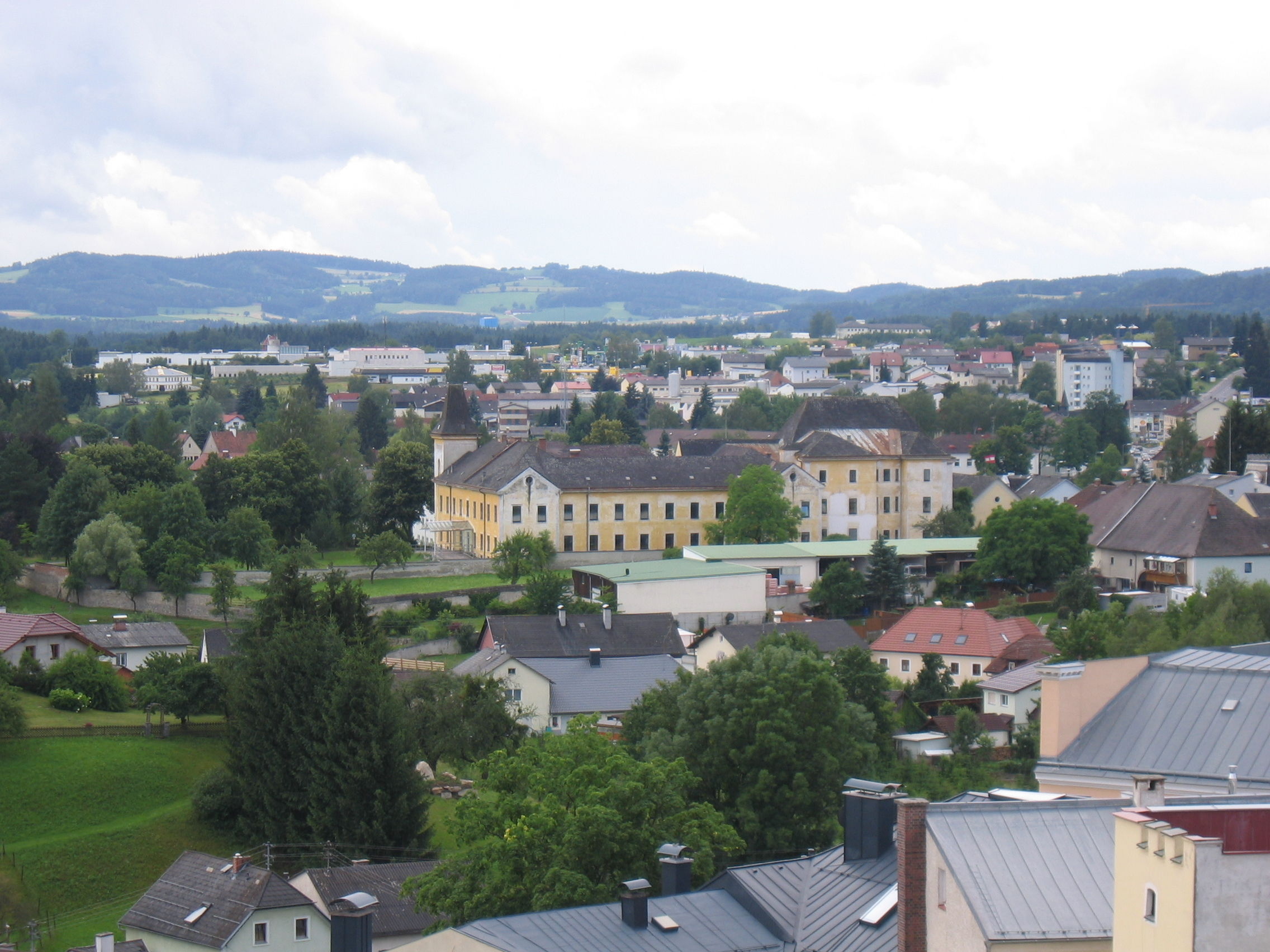
Das Gebäude vom Bergfried aus gesehen

Das denkmalgeschützte Gebäude in der Zemannstraße 29 in Freistadt, Oberösterreich wurde Anfang des 17. Jahrhunderts als Kloster errichtet. Seit der Aufhebung des Klosters fand es Verwendung als Schloss, Schülerheim, Verwaltungsgebäude, Krankenhaus und Bürogebäude. Das rund 5500 Quadratmeter umfassende Areal gehörte der Gespag. Seit Februar 2013 baut die Wohnungsgesellschaft Neue Heimat Oberösterreich das Haus in ein Wohnhaus mit altersgerechten Wohnungen und Eltern-Kind-Zentrum um.

## Geschichte
Kloster Sankt Maria (1654–1785)

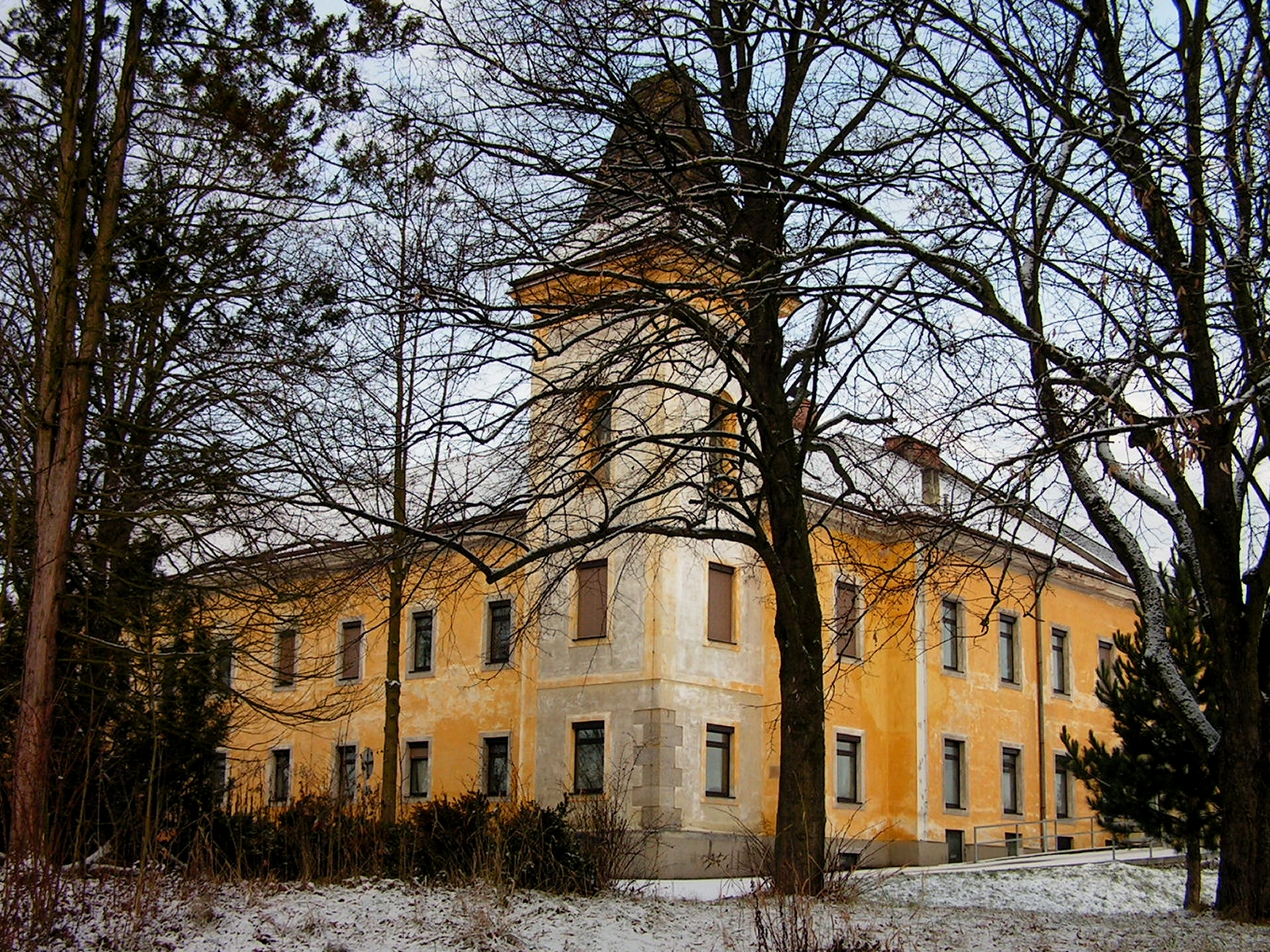
Altes Krankenhaus (Schloss Kinsky) von SO

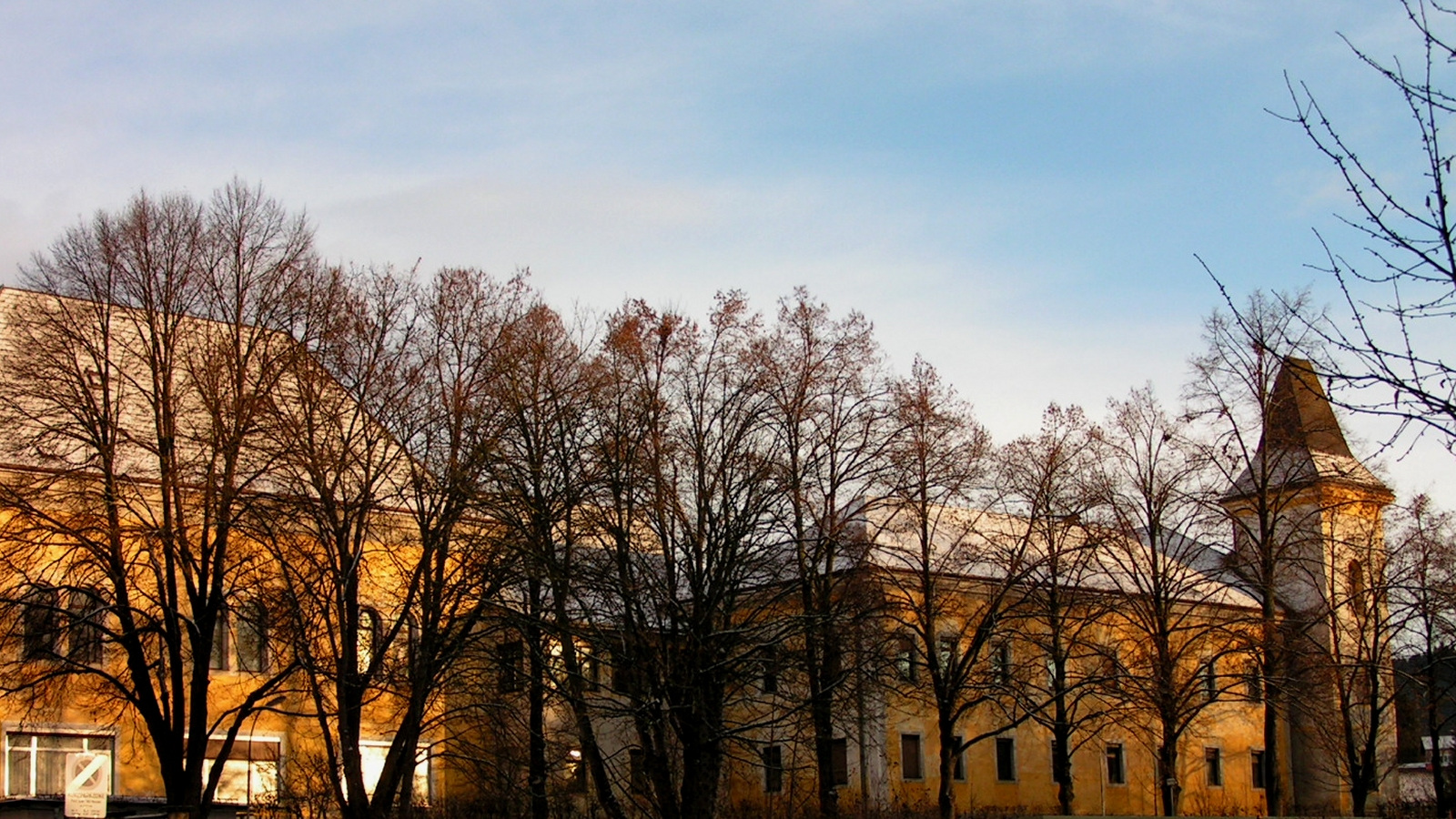
Altes Krankenhaus (Schloss Kinsky) von Süden

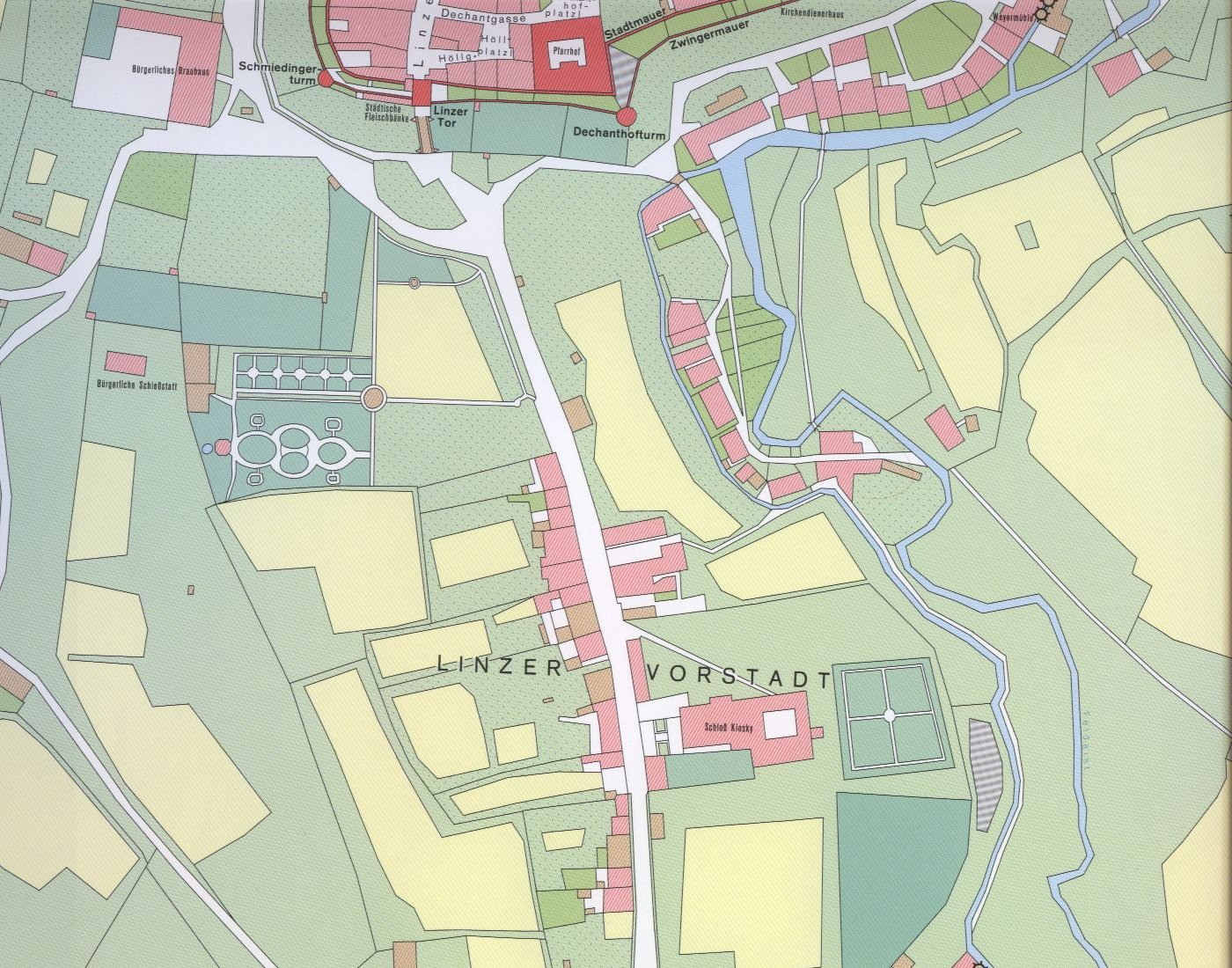
Schloss Kinsky und Umgebung im Jahr 1827 (Franziszeischer Kataster)

Im Jahr 1626 wurde vom Provinzkapitel der Kapuziner beschlossen, in Freistadt ein Kloster zu errichten. Die Stadt Freistadt und vor allem Heinrich Wilhelm Graf von Starhemberg unterstützten den Bau. Am 1. Oktober 1639 gab der Passauer Bischof seine Zustimmung und am 8. September 1643 folgte die Grundsteinlegung des Klosters mit dem Namen Sankt Maria. Im Jahr 1654 war das Gebäude fertiggestellt und am 7. Juni 1654 folgte die Weihe der Kirche durch den Passauer Weihbischof Ulrich Grappler. Unter Josef II. (Josephinismus) wurde das Kloster 1785 aufgehoben. Trotz dem Bitten der Bürgerschaft mussten die 13 Patres und 7 Laienbrüder das Kloster verlassen, lediglich 2 Patres blieben als Kooperatoren in Freistadt.
Schloss Kinsky (1786–1895)
Gräfin Rosa von Kinsky erwarb 1786 das ehemalige Kloster samt Kapelle und baute es in ein barockes Schloss um. Damals verfügte Freistadt über drei Schlösser, den Salzhof, das Habsburger-Schloss und das Schloss Kinsky. Das Schloss diente ab 1798 bis zur Aufhebung der Grundherrschaft (1848) als Herrschaftssitz von Freistadt-Haus und für die Güter der Familie. Es blieb bis 1895 im Familienbesitz. Nach 1848 wurde die Verwaltung der Besitztümer ins Schloss Rosenhof bei Sandl verlegt.
Städtisches Studentenkonvikt (1898–1938)
1895 erwarb die Stadt Freistadt das Schloss um 20.000 Gulden und baute es bis 1898 in ein Studentenkonvikt (Wohnheim für Schüler des nahe gelegenen Staatsgymnasiums) um, das bis 1938 bestand. Im Konvikt wohnte auch der Schriftsteller Roderich Müller-Guttenbrunn (Herbst 1902 bis August 1904 und Herbst 1906 bis Jänner 1908), dessen Erlebnisse in seinem Roman „Die vergessene Stadt“ (≈ „Die Studenten von Hohenstadt“) verarbeitet wurden – in diesem Roman ist das Studentenkonvikt ein wesentlicher Schauplatz.
Ab 1915 waren im Park die russischen Offiziere des Kriegsgefangenenlagers Freistadt untergebracht. Die Wachmannschaft bewohnte ein Zimmer im Konvikt. Am 10. Jänner 1915 mussten 104 Möbelstücke dem Gefangenenlager übergeben werden. Zwischen 1926 und 1938 führten die Marianisten vom Marianum in Freistadt das Konvikt. Im Jahr 1926 wurde die Kirche des Gebäudes in eine Kapelle umgestaltet.
NS-Schülerheim, NSDAP-Kreisverwaltung (1938–1945)
Nach dem Anschluss entstand in diesem Gebäude ein NS-Schülerheim und zusätzlich zog die NSDAP-Kreisverwaltung ein.
Sowjetische Kommandantur (1945–1947)
Nach dem Zweiten Weltkrieg beschlagnahmte die sowjetische Besatzungsmacht das Gebäude und richtete den Sitz der Kommandantur ein. Bald darauf wurde der Sitz der Kommandantur in das Haus Hagleitner am Hauptplatz verlegt.
Krankenhaus (1947–1992)
Das leerstehende Haus wurde 1947 in ein Krankenhaus umgewidmet, ab dem Jahr 1963 fand ein großzügiger Umbau der Räumlichkeiten und eine Vereinfachung der Fassade statt. 1964 wurde die Orgel des Freistädter Orgelbauers Lorenz Franz Richter aus der Johanneskirche in der Kapelle eingebaut. Das Krankenhaus bestand bis zur Eröffnung des "Neuen Krankenhauses" im Jahr 1992. Das Haus in der Zemannstraße wird von den Freistädtern immer noch als „Altes Krankenhaus“ bezeichnet.
Außenstelle der Landes-Nervenklinik (1993–2002)
Im Jahr 1993 wurde ein Teil des Gebäudes in eine Außenstelle der Landes-Nervenklinik Wagner-Jauregg umgewandelt. Die Nervenklinik bestand bis zur Schließung im Jahr 2002. Umbauten wurden in dieser Zeit keine vorgenommen, da die Außenstelle nur als eine Zwischenlösung angesehen wurde.
Übergangs- und Planungszeit (2002–2013)
Seit 2002 wurde regelmäßig über langfristige Nutzungsmöglichkeiten des Areals diskutiert, als Sozialzentrum, als Werkstätte für Langzeitarbeitslose, als Pflegeheim für ältere Menschen, als Bürogebäude und vieles mehr. Das Gebäude stand seitdem nicht zur Gänze leer, als Übergangslösung waren verschiedene Firmen und Organisationen einquartiert: Darunter eine psychosoziale Beratungsstelle, der Mittelschüler-Kartell-Verband K. Ö. St. V. Nibelungia und ein Facharzt für Frauenheilkunde.
Im Sommer 2008 erfolgte die endgültige Festlegung der Weiternutzung des Gebäudes. Bis 2013 sollte ein Vier-Sterne-Hotel Salzbaron mit 134 Betten und Wellnessbereich entstehen, dadurch wäre die heutige Fremdenverkehrs-Bettenkapazität der Stadt um rund 50 % gestiegen. An dem Betreiberkonsortium war neben Investoren aus Tschechien und Leonding auch die Stadtgemeinde Freistadt beteiligt. Beim Umbau soll der Schlosscharakter erhalten bleiben. Da eine Hälfte des Parks auch der Wohnbaugesellschaft Neue Heimat gehört und dieser nicht für Wohnbauten umgewidmet wird, wird die Neue Heimat in das Projekt integriert.
Das Hotelprojekt wurde 2010 zu den Akten gelegt, stattdessen sollte das Gebäude mit Wohnungen und einer Sozialeinrichtung genutzt werden.

## Zukünftige Nutzung

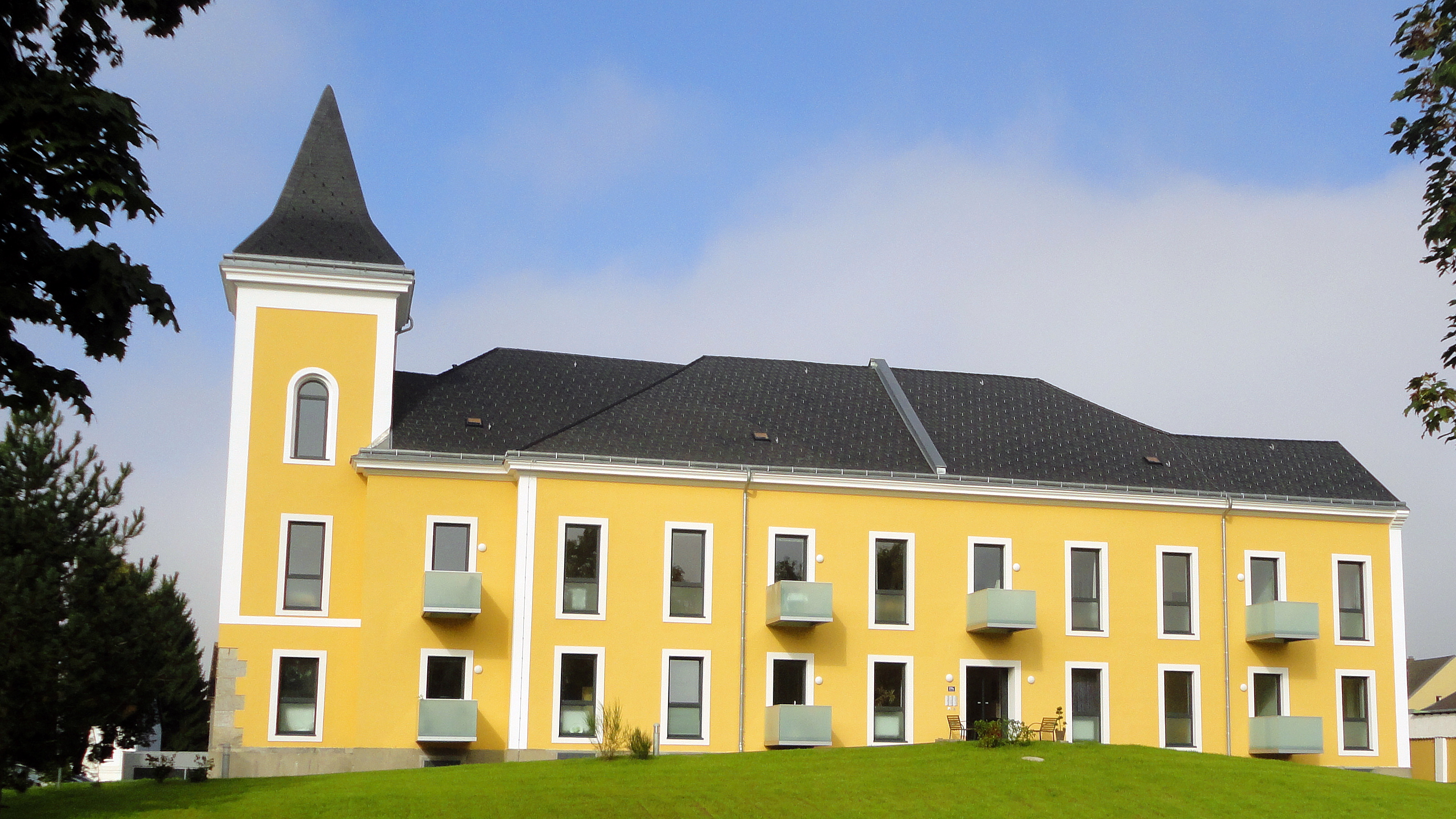
Renoviertes und adaptiertes Schloss Kinsky von Osten

Im Februar 2013 wurde von der Wohnungsgenossenschaft Neue Heimat mit den Umbauarbeiten begonnen, um das denkmalgeschützte Haus als Senioren-Wohnhaus und Eltern-Kind-Zentrum zu adaptieren. Die Planung erfolgt durch das Architekturbüro Arkade unter dem Projektnamen „Wohnoase“. Ab Mitte 2014 sollen die ersten Wohnungen bezogen werden.
Die Renovierung und Adaptierung des Gebäudes wurde im Sommer 2014 abgeschlossen. Die Wohnungen sind nun (August 2014) auch schon zu einem großen Teil belegt.

## Bau
Das Gebäude ist ein zweigeschoßiger Gebäudekomplex mit Walmdächern und einer weitläufigen Parkanlage. Die Gebäude gruppieren sich um einen fast quadratischen Innenhof. An der Südostseite befindet sich ein dreigeschoßiger Turm. Die Kapelle ist ein selbstständiges dreiachsiges Gebäude mit rundbogigen Doppelfenstern. Die ehemalige Kirche war der Geburt der allerheiligsten Jungfrau Maria geweiht. 1926 erfolgte eine Geschoßteilung, wodurch die heutige einjochige Kapelle entstand.

### Meierhof
Der zugehörige Meierhof des Klosters ist ebenfalls zweigeschoßig und trägt heute die Hausnummer Zemannstraße 25. Das Gebäude ist ein Bau aus dem 17. oder 18. Jahrhundert und weist geschwungene Blendgiebel auf. Im Inneren finden sich flache Tonnen- und Kappengewölbe.